# 김현유
미키김|김현유는 투자자이고 유튜버이며 개인 법인의 대표이고 전 구글 디렉터이다.

## 경력
- 현재  액트투벤처스 대표
- 현재 스타트업 투자자 - 눔, 유비투스, 어웨어, 칠리즈 등의 기업에 투자 및 자문을 했다.
- 현재 유튜버 - 2021년부터 탐구생활 채널에서 MMM을 진행 중이고, 2023년 개인 채널인 미키피디아를 시작했다.
- 2008~2023  구글 사업개발 아시아 태평양 총괄 디렉터 - 다양한 신규 사업개발, 전략적 제휴, 신제품 출시를 담당했고, 2008년부터 실리콘밸리 본사에서 근무하다 2014년 아시아 태평양 지역을 맡아 한국으로 옮겼다. 2023년 5월 31일 부로 구글에서 퇴사하였다.
- 2002~2006  삼성전자 - 이스라엘 휴대폰 시장의 해외영업을 했다.
- 1998-2000  군복무 - 카투사로 복무했다.

## 학력
- 2006~2008 UC 버클리 (캘리포니아 대학교 버클리) MBA
- 1995~2001 연세대학교 역사학 학사 경영학 부전공

## 저서
- 김현유. 《꿈을 설계하는 힘》. 위즈덤하우스. - 2012년 <꿈을 설계하는 힘>을 출간했다.

## 방송
- EBS 초대석 349회, 2020년 8월
- JTBC 비정상회담 146회, 2017년 4월
- EBS 다큐프라임 글로벌 인재전쟁 2부, 2017년 3월
- KBS 명견만리 3회, 2015년 3월
- MBC 세바퀴 257회, 2014년 7월
- SBS 스페셜 365회, 2014년 7월
- tvN 스타특강쇼 40회, 2013년 1월
- KBS 강연 100℃ 27회, 2012년 12월
- 세상을 바꾸는 시간 15분 40회, 2013년 1월
- MBC 내일 ON 신년특집, 2014년 1월
- 채널 IT 형태근의 토크잇 54회, 2013년 6월
- 아리랑 TV Heart to Hear, 2013년 3월